# François Rodolphe de Weiss

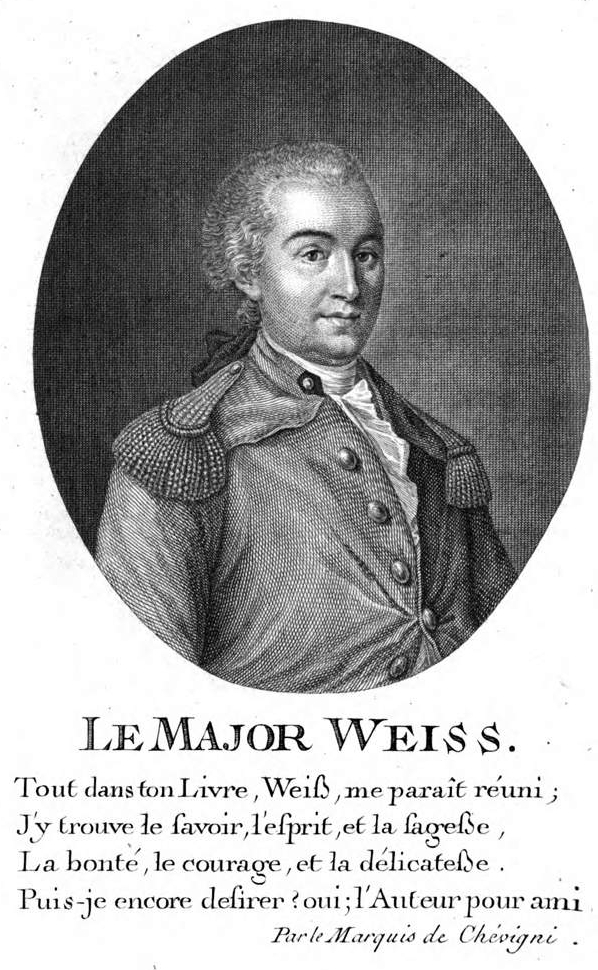
Porträt um 1789

François Rodolphe de Weiss, häufig auch Franz Rudolf von Weiss (zeitgenössisch auch Weiß oder Wyss; * 6. Mai 1751 in Yverdon-les-Bains; † 21. Juli 1818 in Coppet) war ein Schweizer Politiker, Schriftsteller und Offizier.

## Leben
Weiss war ein legitimierter ausserehelicher Sohn des François-Rodolphe von Weiss, Herrn von Daillens. Er ging früh zum Militär. Ab 1766 diente er in französischen und ab 1777 in preussischen Diensten. Er stieg in dieser Zeit als Offizier zum Oberst auf. Zuvor war er, der bereits elf Duelle für sich entscheiden hatte, aufgrund einer Liebesaffäre kurzzeitig 1775 in Haft. 1781 ging er in einer unruhigen Zeit nach Genf und geriet wieder kurzzeitig auf der Aarburg in Haft.
Weiss publizierte 1785 mit Principes philosophiques, politiques et moraux ein vielbeachtetes Werk und wurde Mitglied des Berner Grossrats. Das Werk erregte das Missfallen der katholischen Amtskirche und wurde später per Dekret der Glaubenskongregation 1827 auf den Index gesetzt. Zudem wurde er Amtsverweser der Obervogtei Zweisimmen. In seiner Amtsführung musste er überzeugt haben, denn 1787 wurde er zum Stadtkommandanten von Bern berufen. Er suchte trotzdem immer wieder aufrührerische Umtriebe auf. 1789 ging er zur Beobachtung der revolutionären Vorgänge nach Paris. Nach seiner Rückkehr fiel er durch zu offene Äusserungen auf, weshalb er für zwei Wochen vom Grossrat ausgeschlossen und unter Hausarrest gestellt wurde. Als Anhänger der revolutionären Ideen wurde er jedoch 1792 erneut nach Paris geschickt, wo er sich nun für den Frieden zwischen Frankreich und der Schweiz einsetzte. 1793 war er Kommandant des Berner Kontingents bei der Grenzverteidigung bei Basel, im selben Jahr wurde er noch zum Landvogt von Moudon gewählt. Hier empfing ihn die Bevölkerung als Friedensbringer mit einem feierlichen Empfang. 1796 wurde er erneut nach Paris entsandt, von dort kam er nach London und wieder zurück nach Paris.
Weiss, immer noch Landvogt von Moudon, wurde am 12. Januar 1798 nicht ohne eigene Bedenken zum Waadtländer General ernannt. Er sollte die revolutionären Umtriebe niederschlagen, scheiterte jedoch damit und floh in die deutschen Lande, in den Breisgau. Er verlor dadurch einen grossen Teil seines Vermögens. Von dort kehrte er 1800/1801 zurück. Er versuchte mit Rechtfertigungs- und Flugschriften weiter am Diskurs teilzunehmen, geriet aber offensichtlich immer weiter ins Abseits. 1802 ist seine letzte politische Tätigkeit verbürgt.
Weiss wählte am 21. Juli 1818 den Freitod in einem Gasthaus. Zu diesem Zeitpunkt hatte er wohl keinen festen Wohnsitz mehr.

## Werke (Auswahl)
- Principes philosophiques, politiques et moraux, 2 Bände, Maradan, Paris 1789 (zuvor 1785 in der Schweiz erschienen, in späteren Auflagen auf drei Bände verteilt).
- Coup-D'Oeil Sur Les Relations Politiques Entre La République Française Et Le Corps Helvétique, Medart, Paris 1793.
- Reveillez-vous Suisses, le danger approche, Franoy, Loyn 1798.
- Du début de la révolution en Suisse, ou défense du cidevant général de Weiss contre ses détracteurs, 1799 (deutsch Nürnberg 1799).